# Băile Olănești
Băile Olănești è una città della Romania di 4 544 abitanti, ubicata nel distretto di Vâlcea, nella regione storica dell'Oltenia. 
Fanno parte dell'area amministrativa anche le località di Cheia, Comanca, Gurguiata, Livadia, Mosoroasa, Olănești, Pietrișu e Tisa.
Băile Olănești è oggi una delle più note stazioni termali della Romania.